# Oberrosphe
Oberrosphe ist ein Ortsteil der Stadt Wetter (Hessen) im mittelhessischen Landkreis Marburg-Biedenkopf. Der Ort liegt nordöstlich von Wetter am Burgwald. Durch den Ort verläuft die Kreisstraße 2.

## Geschichte

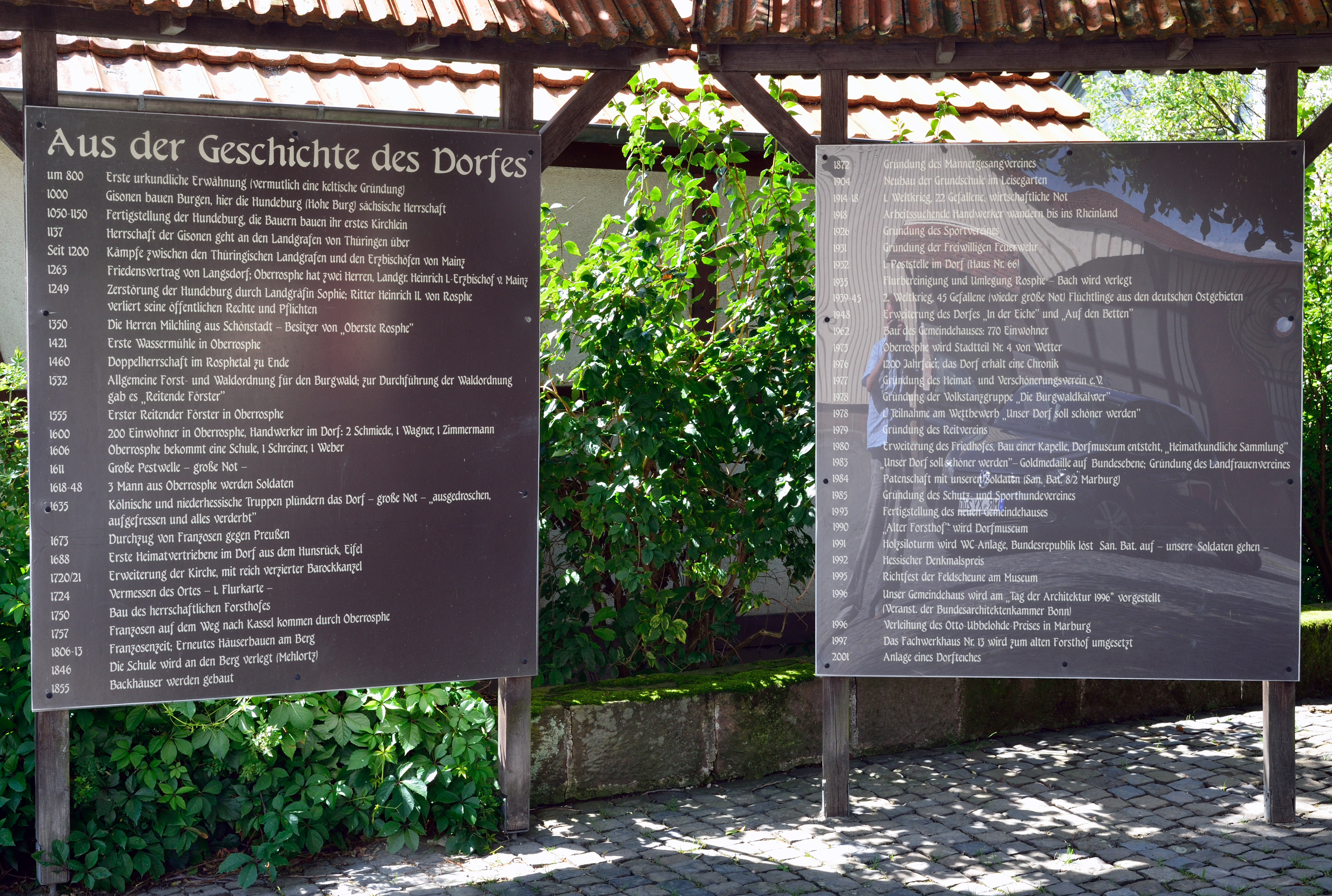
Tafeln mit einem Abriss der Dorfgeschichte

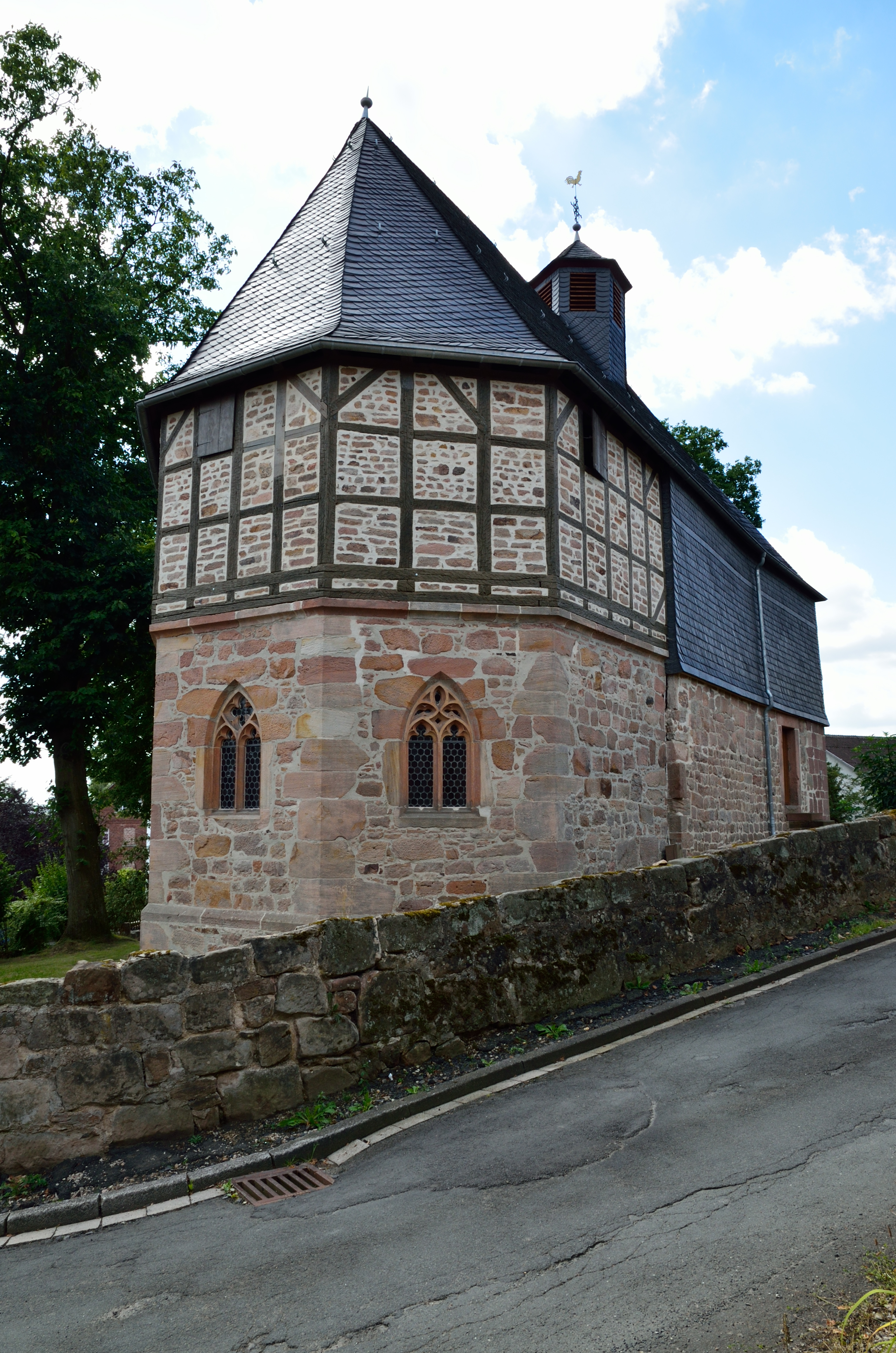
Evangelische Kirche

### Ortsgeschichte
Oberrosphe ist eine keltische Gründung. Sie nannten das Dorf roos-affa, was „sumpfiges, fauliges Wasser“ bedeutet. Schriftlich erwähnt wurde der Ort soweit bekannt in einer Urkunde um etwa 800. Die erste Kirche (heute evangelisch) wurde um 1000 erbaut. 1535 ließ Landgraf Philipp I. von Hessen im Dorf einen Amtssitz für den „Reitenden Förster und Oberförster im Burgwald“ errichten.
Zum 31. Dezember 1971 wurde die bis dahin selbständige Gemeinde Oberrosphe im Zuge der Gebietsreform in Hessen auf freiwilliger Basis in die Stadt Wetter (Hessen-Nassau) (damaliger Name der Stadt) eingegliedert.
Für den Ortsteil Oberrosphe, wie für alle Ortsteile von Wetter, wurde je ein Ortsbezirk eingerichtet.

### Verwaltungsgeschichte im Überblick
Die folgende Liste zeigt die Staaten und Verwaltungseinheiten, denen Oberrosphe angehört(e):
- vor 1567: Heiliges Römisches Reich, Landgrafschaft Hessen, Amt Wetter[7]
- ab 1567: Heiliges Römisches Reich, Landgrafschaft Hessen-Marburg, Amt Wetter[8]
- 1604–1648: Heiliges Römisches Reich, strittig zwischen Landgrafschaft Hessen-Darmstadt und Landgrafschaft Hessen-Kassel (Hessenkrieg), Amt Wetter
- ab 1648: Heiliges Römisches Reich, Landgrafschaft Hessen-Kassel, Amt Wetter
- ab 1806: Landgrafschaft Hessen-Kassel, Amt Wetter
- 1807–1813: Königreich Westphalen, Departement der Werra, Distrikt Marburg, Kanton Wetter
- ab 1815: Kurfürstentum Hessen, Amt Wetter[9]
- ab 1821: Kurfürstentum Hessen, Provinz Oberhessen, Kreis Marburg[10][Anm. 2]
- ab 1848: Kurfürstentum Hessen, Bezirk Marburg
- ab 1851: Kurfürstentum Hessen, Provinz Oberhessen, Kreis Marburg
- ab 1867: Königreich Preußen, Provinz Hessen-Nassau, Regierungsbezirk Kassel, Kreis Marburg
- ab 1871: Deutsches Reich,  Königreich Preußen, Provinz Hessen-Nassau, Regierungsbezirk Kassel, Kreis Marburg
- ab 1918: Deutsches Reich, Freistaat Preußen, Provinz Hessen-Nassau, Regierungsbezirk Kassel, Kreis Marburg
- ab 1944: Deutsches Reich, Freistaat Preußen, Provinz Kurhessen, Landkreis Marburg
- ab 1945: Amerikanische Besatzungszone, Groß-Hessen, Regierungsbezirk Kassel, Landkreis Marburg
- ab 1946: Amerikanische Besatzungszone, Hessen, Regierungsbezirk Kassel, Landkreis Marburg
- ab 1949: Bundesrepublik Deutschland, Hessen, Regierungsbezirk Kassel, Landkreis Marburg
- ab 1972: Bundesrepublik Deutschland, Hessen, Regierungsbezirk Kassel, Landkreis Marburg, Stadt Wetter (Hessen)[Anm. 3]
- ab 1974: Bundesrepublik Deutschland, Hessen, Regierungsbezirk Kassel, Landkreis Marburg-Biedenkopf, Stadt Wetter
- ab 1981: Bundesrepublik Deutschland, Hessen, Regierungsbezirk Gießen, Landkreis Marburg-Biedenkopf, Stadt Wetter

### Gerichte seit 1821
Mit Edikt vom 29. Juni 1821 wurden in Kurhessen Verwaltung und Justiz getrennt. Der Kreis Marburg war für die Verwaltung und das Justizamt Wetter war als Gericht in erster Instanz für Oberrosphe zuständig. Nach der Annexion Kurhessens durch Preußen erfolgte am 1. September 1867 die Umbenennung des bisherigen Justizamtes in Amtsgericht Wetter. Auch mit dem Inkrafttreten des Gerichtsverfassungsgesetzes (GVG) 1877 blieb das Amtsgericht bestehen. 1943 wurde das Amtsgericht Zweigstelle des Amtsgerichts Marburg und 1946 wurde auch die Zweigstelle geschlossen. Der Bezirk des Amtsgerichts Wetter ging im Bezirk des Amtsgerichts Marburg auf.

## Bevölkerung

### Einwohnerstruktur 2011
Nach den Erhebungen des Zensus 2011 lebten am Stichtag dem 9. Mai 2011 in Oberrosphe 768 Einwohner. Darunter waren 12 (= 1,6 %) Ausländer.
Nach dem Lebensalter waren 108 Einwohner unter 18 Jahren, 336 zwischen 18 und 49, 192 zwischen 50 und 64 und 132 Einwohner waren älter. Die Einwohner lebten in 309 Haushalten. Davon waren 69 Singlehaushalte, 87 Paare ohne Kinder und 129 Paare mit Kindern, sowie 18 Alleinerziehende und 6 Wohngemeinschaften. In 39 Haushalten lebten ausschließlich Senioren und in 219 Haushaltungen leben keine Senioren.

### Einwohnerentwicklung
| Quelle: | Historisches Ortslexikon                                                                  |
| • 1502: | 10 Männer                                                                                 |
| • 1577: | 18 Hausgesesse                                                                            |
| • 1580: | 7 Ackerleute, 15 Einläuftige                                                              |
| • 1630: | 20 Hausgesesse (1 dreispännige, 4 zweispännige, 5 einspännige Ackerleute, 10 Einläuftige) |
| • 1681: | 18 hausgesessene Mannschaften                                                             |
| • 1747: | 34 hausgesessene Mannschaften                                                             |
| • 1820: | 46 Häuser, 312 Einwohner                                                                  |
| • 1838: | Familien: 266 nutzungsberechtigte, 133 nicht nutzungsberechtigte Ortsbürger               |

| Oberrosphe: Einwohnerzahlen von 1744 bis 2020 | Oberrosphe: Einwohnerzahlen von 1744 bis 2020 | Oberrosphe: Einwohnerzahlen von 1744 bis 2020 | Oberrosphe: Einwohnerzahlen von 1744 bis 2020 | Oberrosphe: Einwohnerzahlen von 1744 bis 2020 |
| --- | --------------------------------------------- | --------------------------------------------- | --------------------------------------------- | --------------------------------------------- |
| Jahr |                                               |                                               |                                               | Einwohner                                     |
| 1744 | 1744                                          |                                               | 257                                           | 257                                           |
| 1800 | 1800                                          |                                               | ?                                             | ?                                             |
| 1820 | 1820                                          |                                               | 312                                           | 312                                           |
| 1834 | 1834                                          |                                               | 395                                           | 395                                           |
| 1840 | 1840                                          |                                               | 410                                           | 410                                           |
| 1846 | 1846                                          |                                               | 444                                           | 444                                           |
| 1852 | 1852                                          |                                               | 465                                           | 465                                           |
| 1858 | 1858                                          |                                               | 495                                           | 495                                           |
| 1864 | 1864                                          |                                               | 500                                           | 500                                           |
| 1871 | 1871                                          |                                               | 489                                           | 489                                           |
| 1875 | 1875                                          |                                               | 473                                           | 473                                           |
| 1885 | 1885                                          |                                               | 495                                           | 495                                           |
| 1895 | 1895                                          |                                               | 522                                           | 522                                           |
| 1905 | 1905                                          |                                               | 541                                           | 541                                           |
| 1910 | 1910                                          |                                               | 539                                           | 539                                           |
| 1925 | 1925                                          |                                               | 562                                           | 562                                           |
| 1939 | 1939                                          |                                               | 560                                           | 560                                           |
| 1946 | 1946                                          |                                               | 770                                           | 770                                           |
| 1950 | 1950                                          |                                               | 763                                           | 763                                           |
| 1956 | 1956                                          |                                               | 758                                           | 758                                           |
| 1961 | 1961                                          |                                               | 758                                           | 758                                           |
| 1967 | 1967                                          |                                               | 743                                           | 743                                           |
| 1976 | 1976                                          |                                               | 758                                           | 758                                           |
| 1985 | 1985                                          |                                               | ?                                             | ?                                             |
| 1995 | 1995                                          |                                               | 847                                           | 847                                           |
| 2005 | 2005                                          |                                               | ?                                             | ?                                             |
| 2011 | 2011                                          |                                               | 768                                           | 768                                           |
| 2015 | 2015                                          |                                               | 758                                           | 758                                           |
| 2020 | 2020                                          |                                               | 781                                           | 781                                           |
| Datenquelle: Historisches Gemeindeverzeichnis für Hessen: Die Bevölkerung der Gemeinden 1834 bis 1967. Wiesbaden: Hessisches Statistisches Landesamt, 1968. Weitere Quellen: LAGIS; Städteatlas Hessen; Stadt Wetter; Zensus 2011 |                                               |                                               |                                               |                                               |

### Historische Religionszugehörigkeit
| Quelle: | Historisches Ortslexikon                                                                 |
| • 1861: | 466 evangelisch-lutherische, 12 evangelisch-reformierte, 2 römisch-katholische Einwohner |
| • 1885: | 489 evangelische (= 99,56 %), zwei jüdische (= 0,41 %) Einwohner                         |
| • 1961: | 152 evangelische (= 95,00 %), 7 römisch-katholische (= 4,38 %) Einwohner                 |

### Historische Erwerbstätigkeit
| Quelle: | Historisches Ortslexikon |
| • 1787: | 2 Müller, 1 Zimmermann, 1 Schmied, 1 Wagner, 1 Schneider, 1 Leineweber, 2 Schäfer, 3 Tagelöhner, 6 einzelne Weibspersonen             |
| • 1838: | Familien: 37 Ackerbau, 8 Gewerbe, 25 Tagelöhner                                                                                       |
| • 1961: | Erwerbspersonen: 168 Land- und Forstwirtschaft, 150 Produzierendes Gewerbe, 24 Handel und Verkehr, 30 Dienstleistungen und Sonstiges. |

## Politik
Für Oberrosphe besteht ein Ortsbezirk (Gebiete der ehemaligen Gemeinde Oberrosphe) mit Ortsbeirat und Ortsvorsteher nach der Hessischen Gemeindeordnung. Der Ortsbeirat für den Ortsbezirk Wetter besteht aus sieben Mitgliedern. Die Wahlbeteiligung zur Wahl des Ortsbeirats bei der Kommunalwahl 2021 betrug 49,22 %. Alle Kandidaten gehörten der „Wählergemeinschaft Oberraspe“ an. Der Ortsbeirat wählte Najeth Salomon zur Ortsvorsteherin.

## Kultur und Sehenswürdigkeiten

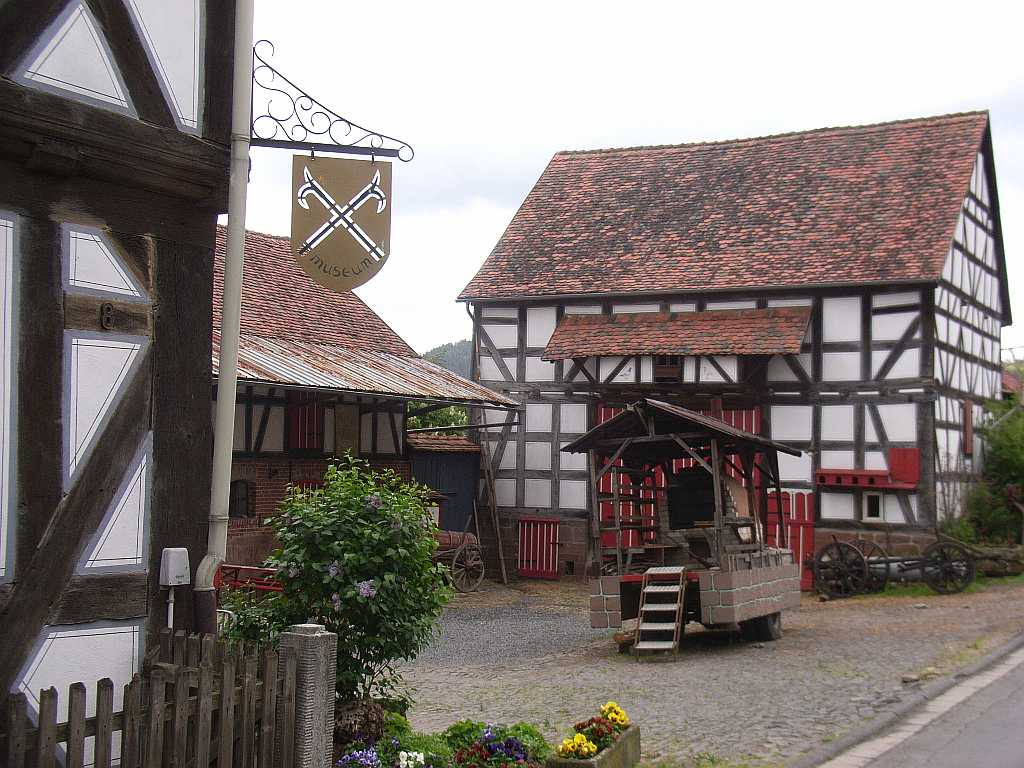
Heimatmuseum (Altes Forsthaus mit Hofanlage)

- Im Alten Forsthof befindet sich ein Heimatmuseum. Das erhaltene Wohngebäude wurde 1750 errichtet und ersetzte den Vorgängerbau von 1535.
- Im Wettbewerb „Unser Dorf soll schöner werden“ konnte der Ort 1983 eine Goldmedaille auf Bundesebene erringen.
- Oberrosphe gehört zu einem evangelischen Kirchspiel mit Unterrosphe und Göttingen.

## Infrastruktur
- In Oberrosphe schlossen sich im Jahre 2007 Bürger zu einer Genossenschaft zusammen, um Nahwärme aus Bioenergie zu erzeugen. Hierzu wurden ein Rohrnetz verlegt und ein Heizkraftwerk gebaut.[20]

## Persönlichkeiten
- Carl Wilhelm Jacobi (1803–1858), Lehrer und Politiker
- Hans Eucker (1820–1891), Bürgermeister und Mitglied der kurhessischen Ständeversammlung